# Герб Добринского района
Герб Добринского района является официальным символом Добринского района Липецкой области. Утвержден решением VII-й сессии районного Совета депутатов третьего созыва (#53-рс) от 3 августа 2004 года. Герб района по геральдическим правилам и канонам является полугласным.

## Описание герба(блазон)
«В зелёном поле с правым червлёным краем - женщина в серебряной одежде, обуви, кокошнике и серьгах, держащая левой рукой золотой хлебный сноп в левую перевязь, а правой рукой касающаяся золотого, с чёрными семенами, цветка подсолнуха на золотом стебле, вырастающем поверх границы поля и правого края.»

## Обоснование символики
Основным видом деятельности на чернозёмных почвах с XVI—XVII вв. становится земледелие, когда Московское государство расширяло свои границы и осваивало территорию Дикого поля.
Символика герба говорит о развитом аграрно-промышленном производстве района, занимающегося производством и переработкой сельхозпродукции.
Образ женщины у славянских народов олицетворял плодородие, обильный урожай. Также в символике герба золотой хлебный сноп и цветок подсолнуха указывают на сельскохозяйственную специфику района.
Зелёное поле щита символизирует надежду, изобилие, природу.
Червлёный (красный) цвет — трудолюбие, силу, мужество.

Золото — богатство, уважение, прочность, уверенность.
Серебро — мудрость, благородство, взаимосотрудничество